# Lebinthus santoensis
Lebinthus santoensis är en insektsart som beskrevs av Robillard 2009. Lebinthus santoensis ingår i släktet Lebinthus och familjen syrsor. Inga underarter finns listade i Catalogue of Life.